# Ніколет Шерідан
Ніколет Шерідан (англ. Nicollette Sheridan; нар. 21 листопада 1963, Вортінг, Сассекс, Велика Британія) — американська акторка британського походження. Відома ролями Пейдж Метесон в серіалі «Вузол затягнувся» (1986—1993) та Іді Брітт в серіалі Відчайдушні домогосподарки (2004—2009).

## Кар'єра
Успіх прийшов до неї в 1986 році, під час зйомок в серіалі «Вузол затягнувся». У 1991 році, за версією журналу People була названа однією з «50 найкрасивіших людей». Після закінчення серіалу в 1993 році знімалася у фільмах «Незламний шпигун» і « Ніндзя з Беверлі Хіллз», а також у кількох телевізійних проєктах.
У 2004 році Шерідан була затверджена на роль однієї з «відчайдушних домогосподарок»Іди Брітт. У серіалі вона втілила образ підступної жінки, яка не цурається чужих чоловіків.
У лютому 2009 року Шерідан заявила про припинення зйомок у серіалі через малий ефірний час, який приділявся її героїні.
Шерідан на початку 2010 року знялася в новому комедійному серіалі для CBS, але канал забракував шоу в травні.
Нещодавно знялася у двох телефільмах, «Медовий місяць на день» і низькобюджетній комедії «Безіменний проєкт Чарльза і Хайнц».

## Фільмографія
| Рік       |    | Українська назва                     | Оригінальна назва              | Роль                         |
| --------- | -- | ------------------------------------ | ------------------------------ | ---------------------------- |
| 1985      | ф  | Певна справа                         | The Sure Thing                 | «Певна Справа»               |
| 1986      | тф | Загадка мерця                        | Dead Man's Folly               | леді Гетті Стаббс            |
| 1986—1993 | с  |                                      | Knots Landing                  | Іді Брітт (182 епізоди)      |
| 1992      | ф  | Божевільні підмостки                 | Noises Off                     | Брук Ештон / Вікі            |
| 1996      | ф  | Невинищений шпигун                   | Spy Hard                       | Вероніка                     |
| 1997      | ф  | Ніндзя з Беверлі-Хілз                | Beverly Hills Ninja            | Саллі Джонс                  |
| 1998      | ф  | Я прокинувся рано в день моєї смерті | I Woke Up Early the Day I Died | бальна танцюристка           |
| 2003      | с  | Вілл і Грейс                         | Will & Grace                   | Даніель Морті (епізод: "24") |
| 2004—2009 | с  | Відчайдушні домогосподарки           | Desperate Housewives           | Іді Брітт (92 епізоди)       |
| 2007      | ф  | Кодове ім'я: Чистильник              | Code Name: The Cleaner         | Даян                         |
| 2018—2019 | с  | Династія                             | Dynasty                        | Алексіс Колбі (22 епізоди)   |